# 阿部照哉
阿部 照哉（あべ てるや、1929年（昭和4年）7月9日 - 2019年（令和元年）9月4日）は、日本の法学者。専門は憲法。京都大学名誉教授、大阪学院大学名誉教授。元近畿大学学長。瑞宝中綬章受章。

## 来歴
- 1929年7月9日、徳島県生まれ[1]。

学歴
- 1949年、第三高等学校 (旧制)文科乙類一年修了
- 1953年、京都大学法学部卒業

職歴
- 1953年、京都大学法学部助手
- 1955年、同法学部助教授
- 1968年、同法学部教授
- 1978年、日本学術会議会員（～1981年）
- 1980年、京都大学評議員（～1982年）
- 1991年、旧司法試験第二次試験考査委員（～1994年）
- 1992年、京都大学大学院法学研究科教授
- 1993年、同停年退官 大阪学院大学法学部教授
- 2007年、同退職

## 社会的活動
- 関西憲法研究会顧問
- 比較憲法学会名誉理事
- 比較憲法学会理事（1989年 - 1999年）
- 日本財政法学会理事（1985年 - 1995年）
- 日独法学会理事（1981年 - 1990年）
- 日本公法学会理事（1967年 - 1998年）

## 主要著書
- 『基本的人権の法理』（有斐閣、1976年）
- 『憲法』（青林書院新社、1982年）
- 『平等の権利』（共著）（法律文化社、1984年）
- 『憲法教室』（編著）（法律文化社、1986年）
- 『比較憲法入門』（編著）（有斐閣、1994年）
- 『新憲法教室』（編著）（法律文化社、1997年）
- 『世界の憲法集』（共著）（有信堂高文社、2009年）